# El combate entre don Carnal y doña Cuaresma
El combate entre don Carnal y doña Cuaresma (en neerlandés, Het Gevecht tussen Carnival en Vasten), es una obra del pintor flamenco Pieter Brueghel el Viejo. 
Es un óleo sobre tabla, pintado en el año 1559. Mide 118 cm de alto y 164 cm de ancho. Se exhibe actualmente en el Museo de Historia del Arte de Viena de Viena, Austria. 
El tema corresponde a las series sobre escenas campesinas que tienen características comunes que les permiten diferenciarse de otras series sin confusión alguna. Esto se debe a su particular pincelada que ensalza la diagonal a diferencia de las otras en las que la pincelada es más gruesa e imprecisa. Este cuadro en particular está representado por personajes tomados del natural mientras celebran un acontecimiento. Recurre aquí a un carnaval representado por la clase rural. La idea está tomada de un tema típico del teatro de la época: presentar el contraste entre dos aspectos de la vida contemporánea, tal como puede verse por la aparición de una posada en el lado izquierdo, para el goce, y la iglesia a la derecha, para la devoción. Se parodia, por un lado, a los que celebran el carnaval y, por otro, a los devotos que cumplen la Cuaresma.
La agitada escena representa a la derecha a unos niños que se están comportando correctamente, cerca de la iglesia, reconocible por su arquitectura en arco y su símbolo de Trinidad. A la izquierda queda una posada con un barco en la bandera y la escena de bebedores de cerveza. El carnaval parece estar representado por el hombre que está encima del barril de cerveza, que lleva por sombrero un pastel y en vez de una lanza, blande un espetón. Le combate la Cuaresma, simbolizada por la delgada mujer que se sienta sobre un reclinatorio, del que tiran un monje y una monja; lleva por sombrero una colmena, símbolo de la miel de la Cuaresma, y lo que porta en lugar de lanza es una pala con dos arenques.
En una olla pueden verse alimentos típicos de la Cuaresma: mejillones, galletas saladas y pretzels.
En la parte superior aparece una casa amarilla al lado derecho y una serie de casas rojas a la parte izquierda.
El conjunto de la gente se reúne sobre una gran plaza. El pintor utiliza muchos colores diferentes para representarlos, lo que da contraste a la tela. La luz parece concentrarse en el centro, captando la atención del público. En el centro está el pozo, en el que se reúnen diversas partes de la comunidad (abajo a la derecha en torno a una mujer vestida de azul, abajo a la izquierda alrededor de un barril; a la izquierda los malabaristas y bailarines, así como un mostrador con pescados y dos carrozas que compiten.
Hay varios grupos de religiosos. Los de la derecha, delante de la iglesia, vuelven la espalda a la plaza, como si quisieran salir del cuadro. Sólo dos monjas están en el lado contrario. Los que quedan a la izquierda de la iglesia siguen esa dirección, volviendo la cabeza, sin ser atraídos por la fiesta.